# Clinton Mata
Clinton Mukoni Mata Pedro Lourenço (ur. 7 listopada 1992 w Verviers) – angolski piłkarz, grający na pozycji prawego obrońcy we francuskim klubie Olympique Lyon oraz w reprezentacji Angoli. Posiada również obywatelstwo belgijskie.

## Kariera piłkarska
Swoją karierę piłkarską Mata rozpoczął w klubie z miasta Eupen. W 2014 roku został piłkarzem Royal Charleroi.
W 2017 został wypożyczony z Charleroi do KRC Genk. Po tym wypożyczeniu podpisał kontrakt z Club Brugge KV, kwota odstępnego wynosiła 3 miliony euro, jednak podczas testów medycznych odkryto kontuzję, która wykluczała go z gry na kilka miesięcy. Ostatecznie przeszedł do Brugii za połowę pierwotnej kwoty.
W 2023 przeszedł do Olympique Lyon.